# Runit
Ostrov Runit je jedním ze 40 ostrovů atolu Eniwetok v Marshallových ostrovech. Ostrov leží v severovýchodní části atolu Eniwetok, který měří na 3100 metrů na délku a 263 metrů široký. Rozloha ostrova je asi 46,3 hektarů. V severní časti ostrova se nachází kráter vytvořený jaderným testem v roce 1958, který je překryt betonovým dómem o průměru 120 metrů.

## Jaderné testy
První testy jaderných zbraní byly na ostrově prováděny v rámci operace Redwing. 4. května 1956 byl proveden jaderný test Lacrosse, který vytvořil dnes zatopený kráter v severní laguně ostrova. Kráter se nachází východně od severního cípu ostrova.
Dne 5. května 1958 byl v rámci operace Hardtack I proveden test jaderné zbraně zvaný Kaktusová exploze o síle 18 kT. Výsledkem testu byl kráter o průměru více než 100 metrů. Celkově bylo na ostrově Runit provedeno 14 jaderných testů.
V letech 1977 až 1980 provedla americká armáda operaci za účelem vyčištění atolu Eniwetok od jaderného spadu. V rámci operace bylo 101 498 kubických metrů radioaktivního odpadu, včetně zbytkového plutonia, uloženo do kráterů Kaktus. Kráter byl překryt cementovou kopulí. Operační náklady činily 239 milionů dolarů.